# Димар пасічний

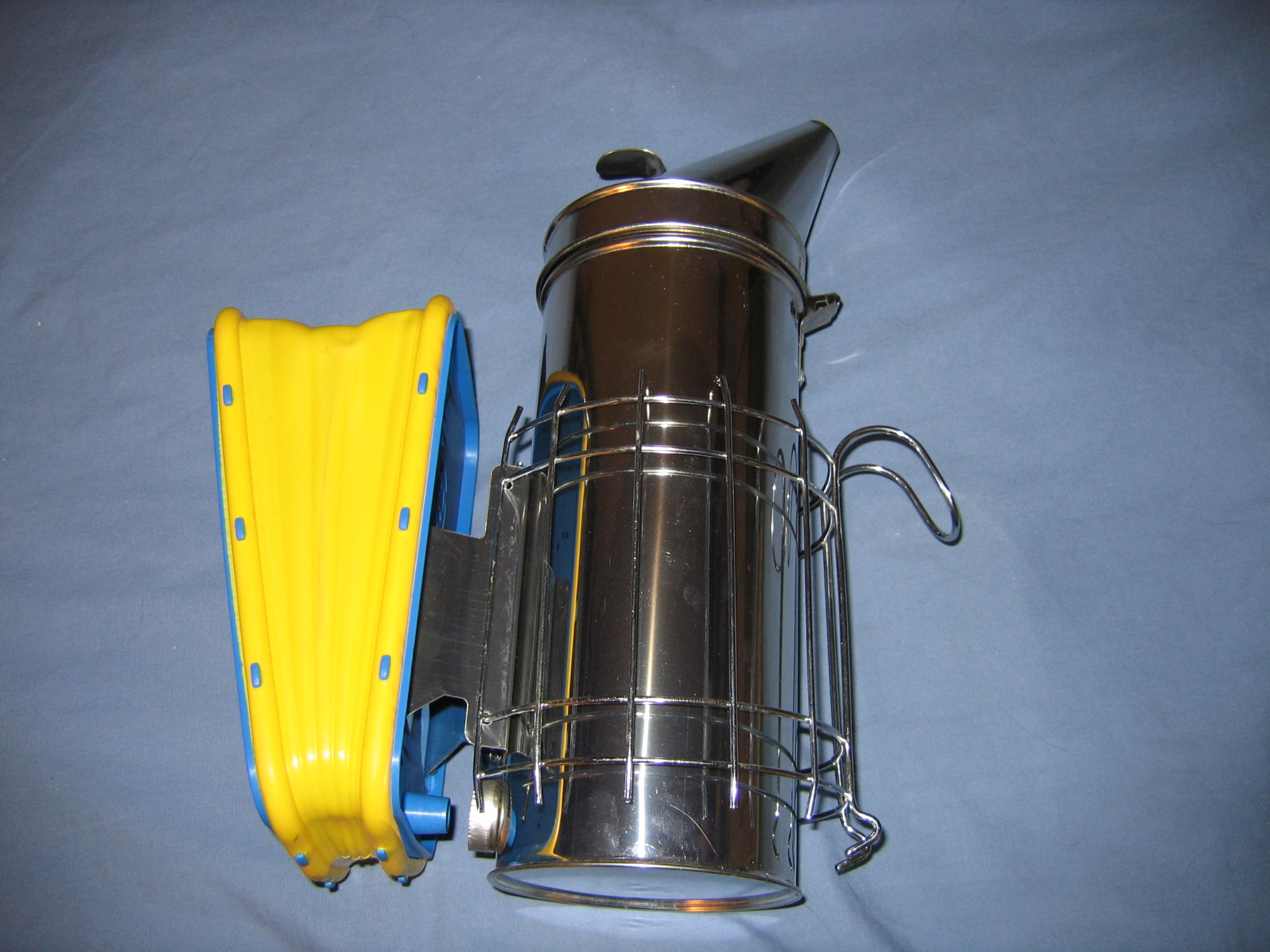

Дима́р па́січний — пристрій для обкурювання медоносних бджіл димом. Використовується в бджільництві для заспокоювання комах при огляді вуликів.

## Будова
Основу пасічного димаря складає металевий корпус циліндричної форми з конусоподібною кришкою, до якого прикріплений міх. У корпус вставляється металева склянка з ґратчастим дном (не у всіх моделях), причому між дном склянки та дном корпусу є простір для попелу. У склянку укладають матеріали, що утворюють при тлінні густий дим: гнилуваті шматки несмолистої деревини, висохлий кінський гній; звичайна суха деревина може давати дим з іскри та утворює жар, який псує димар. Міх димаря виготовляються з двох пластин, обтягнутих щільним матеріалом (частіше шкірозамінником) і з'єднаних шарніром. Пластини міха виготовляють з деревини, рідше з металу (таким димарем незручно користуватися, тому що пластини нагріваються через теплопровідність металу). Після роботи димар очищують.

## Принцип дії
Заспокоююча дія диму на бджіл була відома людям з давніх часів, проте наукове пояснення цьому було знайдено тільки в XX столітті. Задимлення призводить до того, що виділення бджолами пахучої речовини, яка сигналізує про загрозу для бджолиної сім'ї, нейтралізується. Крім того, при задимленні бджоли наповнюють медове воло медом, щоб у випадку пожежі покинути вулик із запасом поживи. У такому стані бджола не здатна жалити, тому що не може зігнути наповнене черевце під потрібним кутом.